# Donchery
Donchery – miejscowość i gmina we Francji, w regionie Grand Est, w departamencie Ardeny.
Według danych na rok 1990 gminę zamieszkiwały 2362 osoby, a gęstość zaludnienia wynosiła 86 osób/km².